# Antonio Certani
Antonio Certani (Budrio, 17 agosto 1879 – Bologna, 27 luglio 1952) è stato un violoncellista e compositore italiano. Figlio di Annibale Certani di Cerreto e di Bianca Bonora. Cugino del musicista Alessandro.

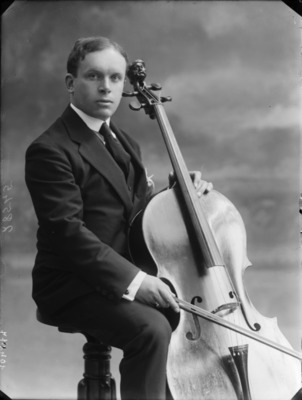
prof. Antonio Certani di Cerreto

La produzione compositiva di Antonio Certani non è di poco conto per la quantità. Egli ha scritto una Sonata per violino e pianoforte, una Sonata per violoncello e pianoforte, i Cinque pezzi all’antica ed un’opera, Floriana , eseguita nel 1922 presso il Teatro Comunale di Bologna.
Certani vedrà affermare la propria arte negli anni cruciali della rinascita compositiva italiana che, dagli esiti della produzione pucciniana, rimetterà mano all'oscura materia degli spartiti presettecenteschi. 
Questa funzione, per così dire, antimelodrammatica (almeno ai primordi) vedrà la presenza attiva del Certani che, già noto per le sue doti di virtuoso (collaborerà lungamente, come primo violoncello, con Arturo Toscanini), abbraccerà la causa della riscoperta del repertorio strumentale.
È coetaneo del celebre compositore bolognese Ottorino Respighi, con il quale condivide il medesimo percorso didattico (entrambi frequenteranno l'allora Liceo Musicale bolognese, oggi Conservatorio Giovanni Battista Martini) e suonano sia in quartetto che in quintetto: Certani sarà membro fondatore del Quintetto fondato da Bruno Mugellini (pianista e didatta di primissimo rilievo) assieme ai violinisti Mario Corti e Fantuzzi e, come violista, lo stesso Respighi. Il quintetto si esibirà in tutta Europa traendo, dalla frequentazione dei circoli musicali dell'epoca, grande ispirazione per gli sviluppi compositivi di quella che oggi è nota come “generazione dell'Ottanta”.
Certani si diploma in violoncello nel 1900 con Francesco Serato, capostipite della cosiddetta scuola violoncellistica bolognese. Virtuoso del proprio strumento, scriverà, come già ricordato all'inizio, i Cinque pezzi all'antica per violoncello e pianoforte (1920). Dedicati ad Arturo Bonucci (1894-1964) (insegnante al Conservatorio di Bologna dal 1919 al 1924 e suo compagno di classe), questi lavori si presentano come cinque studi di virtuosismo violoncellistico paragonabili alla forma del Capriccio con l'accompagnamento del pianoforte (come dice il manoscritto). I titoli assegnati (Preludio, Canzona, Stravaganza, Cantilena, Burlesca) richiamano i fasti del passato della musica strumentale italiana del Sei e Settecento. 

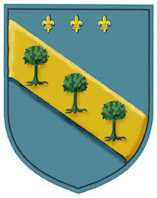
Stemma Certani di Cerreto

Respighi dedicherà all'amico, nel 1912, una raccolta di Variazioni per Violoncello e Pianoforte: successivamente, nel 1920, Certani orchestrerà il lavoro sotto forma di Adagio con Variazioni per Violoncello ed orchestra.
Appassionato conoscitore di materia d'arte, fu anche collezionista: la sua raccolta di oltre 5.000 disegni e stampe di autori emiliani e bolognesi (sono presenti lavori di Annibale Carracci, Ubaldo Gandolfi oltre che numerosi studi architettonici di Angelo Michele Colonna, dei Bibiena, Mauro Antonio Tesi ed Antonio Basoli) sono conservati presso la Fondazione Giorgio Cini di Venezia. La raccolta (acquisita nel 1961) è, a tutt'oggi, considerata la fonte più significativa e rappresentativa della produzione grafica degli artisti bolognesi del Sei e Settecento.
Ben noto, infine, è l'interessamento diretto del grande maestro ai lavori preparatori l'inaugurazione della nuova Pinacoteca civica di Budrio, avendone curato l'allestimento e la catalogazione delle opere.
Antonio Certani muore a Bologna, il 27 luglio 1952, all'età di settantatré anni.